# كويتشي كودو
كويتشي كودو (باليابانية: 工藤 孝一) (مواليد 4 فبراير 1909)، هو لاعب كرة قدم ياباني سابق كان يلعب كحارس مرمى.